# Kenocymbium
Kenocymbium is een geslacht van spinnen uit de familie hangmatspinnen (Linyphiidae).

## Soorten
De volgende soorten zijn bij het geslacht ingedeeld:
- Kenocymbium deelemanae Millidge & Russell-Smith, 1992
- Kenocymbium simile Millidge & Russell-Smith, 1992